# Eastend
Eastend est un village situé dans le Sud-Ouest de la Saskatchewan au Canada à environ 55 km au nord de la frontière avec le Montana et à 85 km à l'est de la frontière avec l'Alberta. L'endroit est surtout connu à cause de la découverte d'un squelette de Tyrannosaurus rex à proximité surnommé « Scotty » en 1994. Ainsi, la localité s'est dotée d'un musée nommé T.rex Discovery Centre en 2003. La population municipale atteint 607 habitants en 2021 contre 503 en 2016.